# Route nationale 145
Die Route nationale 145, kurz N 145 oder RN 145, ist eine französische Nationalstraße.

## Aktueller Straßenverlauf
Die aktuelle Nationalstraße 145 beginnt bei Bellac und führt über eine Anschlussstelle zur Autobahn 20 sowie Guéret bis Montluçon. Dort geht sie in die Autobahn 714 über, die weiter zum Autobahndreieck mit der Autobahn 71 verläuft.

## In Tabellenform
| Position | höchste zulässige Gesamtgeschwindigkeit | Fahrbahnen | km | Typ                          | Abschnitt                    | Längengrad | Breitengrad |
| -------- | --------------------------------------- | ---------- | -- | ---------------------------- | ---------------------------- | ---------- | ----------- |
| 1        | 110                                     | 2          |    | Beginn der Autobahn          | A714                         | 46.3791    | 2.6100      |
| 2        | 110                                     | 2          | 9  | Brücke                       | Cher                         | 46.3780    | 2.6043      |
| 3        | 110                                     | 2          | 10 | Vollständige Anschlussstelle | Montluçon Zl                 | 46.3759    | 2.5851      |
| 4        | 110                                     | 2          | 12 | Vollständige Anschlussstelle | La Châtre                    | 46.3704    | 2.5680      |
| 5        | 110                                     | 2          | 14 | Vollständige Anschlussstelle | Domérat                      | 46.3587    | 2.5496      |
| 6        | 110                                     | 2          | 17 | Vollständige Anschlussstelle | Montluçon (west)             | 46.3335    | 2.5365      |
| 7        | 110                                     | 2          |    | Vollständige Anschlussstelle | Lamaids                      | 46.3054    | 2.4475      |
| 8        | 110                                     | 2          |    | Normaler Abschnitt           |                              | 46.2862    | 2.4050      |
| 9        | 110                                     | 2          | 28 | Vollständige Anschlussstelle | Boussac                      | 46.2592    | 2.3623      |
| 10       | 110                                     | 2          | 32 | Normaler Abschnitt           |                              | 46.1999    | 2.2566      |
| 11       | 110                                     | 2          | 33 | Teil-Anschlußstelle          | Gouzon                       | 46.1985    | 2.2521      |
| 12       | 110                                     | 2          |    | Teil-Anschlußstelle          | Gouzon                       | 46.1989    | 2.2389      |
| 13       | 110                                     | 2          |    | Vollständige Anschlussstelle | Parsac (ost)                 | 46.1967    | 2.1872      |
| 14       | 110                                     | 2          | 38 | Vollständige Anschlussstelle | Parsacou (ost)               | 46.1964    | 2.1507      |
| 15       | 110                                     | 2          | 44 | Vollständige Anschlussstelle | Jarnages                     | 46.2032    | 2.0718      |
| 16       | 110                                     | 2          | 49 | Teil-Anschlußstelle          | Ajain                        | 46.2040    | 1.9998      |
| 17       | 110                                     | 2          | 50 | Teil-Anschlußstelle          | Ajain                        | 46.2023    | 1.9796      |
| 18       | 110                                     | 2          | 54 | Brücke                       | Cher                         | 46.1885    | 1.9392      |
| 19       | 110                                     | 2          | 57 | Vollständige Anschlussstelle | Guéret (ost)                 | 46.1776    | 1.8987      |
| 20       | 110                                     | 2          | 58 | Vollständige Anschlussstelle | Guéret-La Châtr              | 46.1826    | 1.8772      |
| 21       | 110                                     | 2          | 59 | Vollständige Anschlussstelle | Guéret (Stadt)               | 46.1847    | 1.8577      |
| 22       | 110                                     | 2          | 62 | Vollständige Anschlussstelle | Guéret (west)                | 46.1845    | 1.8445      |
| 23       | 110                                     | 2          |    | Vollständige Anschlussstelle | Saint-Vaury                  | 46.1975    | 1.7621      |
| 24       | 110                                     | 2          |    | Vollständige Anschlussstelle | Le Grand-Bourg               | 46.2214    | 1.6854      |
| 25       | 110                                     | 2          |    | Vollständige Anschlussstelle | Noth                         | 46.2222    | 1.5821      |
| 26       | 110                                     | 2          |    | Vollständige Anschlussstelle | La Souterraine               | 46.2306    | 1.5090      |
| 27       | 110                                     | 2          |    | Vollständige Anschlussstelle | La Souterraine               | 46.2260    | 1.4757      |
| 28       | 110                                     | 2          |    | Vollständige Anschlussstelle | Saint-Maurice-la-Souterraine | 46.2169    | 1.4310      |
| 29       | 110                                     | 2          |    | Ende an Straße               |                              | 46.2054    | 1.3906      |
| 30       | 110                                     | 2          |    | Vollständige Anschlussstelle | a supprimer                  | 46.1990    | 2.2390      |

Von Montluçon bis La Souterraine ist die Straße Teil des Zentralabschnittes der Route Centre-Europe-Atlantique, der Rest gehört zum Nordwestast dieser Achse. Die gesamte Nationalstraße 145 soll zukünftig zur Schnellstraße ausgebaut werden.

## Historischer Straßenverlauf
Die historische Nationalstraße wurde 1824 zwischen Guéret und Moulins festgelegt. Diese Führung geht auf die Route impériale 165 zurück. 1973 wurde sie von Guéret aus bis Bellac verlängert. Dazu übernahm sie bis Maubert die Trasse der Nationalstraße 142 und weiter bis Bellac die Trasse der Nationalstraße 151bis:
- N 145 Moulins – Guéret
- N 142 Guéret – Le Maubert
- N 151bis Le Maubert – Bellac

1981 wurde sie ab Le Montet über eine neu gebaute Straße nach Toulon-sur-Allier geführt und die Strecke nach Moulins abgestuft.
1999 wurde die Nationalstraße über die Nordumgehung von Montluçon an die Autobahn 71 geführt und die 1981 übernommene Neubaustraße als Nationalstraße 79 beschildert. Das Teilstück zwischen Montluçon und Le Montet wurde als Nationalstraße 371 gekennzeichnet und schließlich 2006 abgestuft.